# Матросово (Северо-Казахстанская область)
Матросово (каз. Матросово) — упразднённое село в Жамбылском районе Северо-Казахстанской области Казахстана. Упразднено в 2018 г. Входило в состав Казанского сельского округа. Код КАТО — 594645300.

## География
Расположено около озера Горькое.

## Население
В 1999 году население села составляло 107 человек (57 мужчин и 50 женщин). По данным переписи 2009 года, в селе проживало 65 человек (34 мужчины и 31 женщина).